# 董耀鹏
董耀鹏（1966年2月—），男，山西芮城人，中国文学艺术界联合会党组成员、主席团委员、书记处书记，中国曲艺家协会分党组书记、驻会副主席，第十三届全国政协委员。